# Clathria anomala
Clathria anomala är en svampdjursart som först beskrevs av Burton 1933.  Clathria anomala ingår i släktet Clathria och familjen Microcionidae. Inga underarter finns listade i Catalogue of Life.